# Frederik Pohl

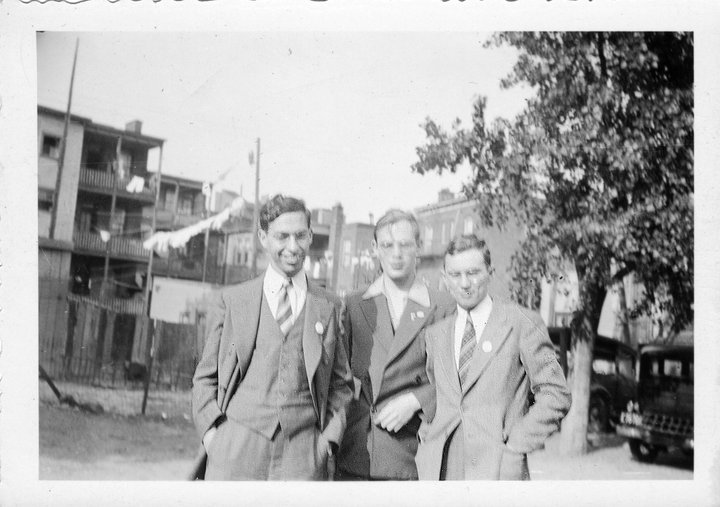
Frederik Pohl (középen), Donald A. Wollheim és John Michel 1938-ban

Frederik Pohl (New York, 1919. november 26. – Palatine, Illinois, 2013. szeptember 2.) amerikai sci-fi-író, szerkesztő.

## Életrajz
1919. november 26-án, Brooklynban született. Anna Jane Mason és Frederik George Pohl egyetlen fia volt. Az apja üzletkötőként dolgozott, így a kis Pohl is sokat utazott. New Yorkból Panamába költöztek, később bejárták Texast, Kaliforniát, Új-Mexikót és a Panama-csatorna övezetét, a család végül visszatért Brooklynba. Az általános iskola elvégzése után a középiskolát a gazdasági világválság miatt félbehagyta. Munkát vállalt, hogy kisegítse az anyagi gondokkal küszködő szüleit.
1936-ban Pohl csatlakozott az Ifjú Kommunisták Szövetségéhez.
A második világháború alatt 1943 áprilisától 1945 novemberéig az amerikai hadsereg légierejének meteorológus tisztje volt. A kiképzés letelte után elsősorban olaszországi és franciaországi állomáshelyeken teljesített szolgálatot.
A háborút követően visszatért az Egyesült Államokba: előbb a New Jersey-beli Middletownban, majd 1984-ben Chicago egyik külvárosában, Palatine-ban telepedett le. 2013. szeptember 2-án délelőtt légzési nehézségekkel szállították kórházba, ahol aznap délután elhunyt.

### A házasságai
Az író ötször nősült, ám az első három házassága rövid ideig tartott. Első felesége, Leslie Perri volt, akitől négy év házasság után elváltak. Pohl a következő évben feleségül vette Dorothy LesTinát, akivel együtt szolgált az európai hadszíntéren. Két év múlva váltak el, majd Pohl 1948-ban - három évig tartó - házasságra lépett Judith Merrillel. A házasságukból egy lány született, Ann. Pohl a válása után egy évvel Carol M. Ulf Stanton férje lett, akitől három gyermeke született. 1977-ben külön költöztek egymástól, ám csak 1983-ban váltak el. 1984-től haláláig Pohl a jeles science fiction szakértővel és tudóssal, Elizabeth Anne Hull-lal élt házasságban. Öt házasságából négy gyermeke született: két lány, Ann és Kathy, valamint két fiú, mindkettő Frederik.

## Pályafutása

### Művei

#### Átjáró-ciklus
- Átjáró (Gateway, 1977) (Hugo- és Nebula-díjas regény)
- Túl a kék eseményhorizonton (Beyond the Blue Event Horizon, 1980)
- Találkozás a hícsíkkel (Heechee Rendezvous, 1984)
- A hícsík krónikái (The Annals of the Heechee, 1987)
- A hícsík nyomában - Utazás az Átjáró körül (The Gateway Trip, 1990)
- A hícsík birodalma (The Boy Who Would Live Forever, 2004)

#### Egyéb művei
- A Vénusz-üzlet (The Space Merchants, 1953) C. M. Kornbluth-tal közösen
- Dr. Gladiátor (Gladiator-At-Law, 1955) C. M. Kornbluth-tal közösen
- Reklámhadjárat (The Merchants' War, 1984) – A Vénusz-üzlet folytatása
- Terror (Terror, 1986)
- Csernobil (Chernobyl, 1987)

### Tagságai
- 1959-től 1969-ig a Galaxy magazin és annak testvérlapja, az If szerkesztője volt. Az utóbbival három egymást követő évben is elnyerte a Hugo-díjat.

### Díjai
- Saját írásaiért háromszor kapott Hugo-díjat, illetve számos Nebula-díjat. 1993-ban avatták Nebula Nagymesterré.

## Magyarul
- Frederik Pohl–C. M. Kornbluth: A Venus-üzlet; ford. Vámosi Pál, utószó Kuczka Péter; Kossuth, Bp., 1971
- Csernobil; ford. Molnár István; Móra, Bp., 1988
- Frederik Pohl–C. M. Kornbluth: Dr. Gladiátor; ford. F. Nagy Piroska; Móra, Bp., 1989 (Galaktika fantasztikus könyvek)
- Terror; ford. Dani Tivadar; Gulliver, Bp., 1991
- Az átjáró; ford. Nagy Sándor; Móra, Bp., 1991
- Túl a kék eseményhorizonton; ford. Füssi-Nagy Géza; Móra, Bp., 1992 (A sci-fi mesterei)
- Reklámhadjárat; ford. Pék Zoltán, életrajz, bibliogr. Zsoldos Endre; N&N, Bp., 2001 (Möbius)
- Találkozás a hícsíkkel; ford. Kiss Tamás, Ulpius-ház, Bp., 2004
- A hícsík krónikái; ford. Kiss Tamás; Ulpius-ház, Bp., 2005
- A hícsík nyomában. Utazás az átjáró körül; ford. Kelemen László; Metropolis Media, Bp., 2008 (Galaktika fantasztikus könyvek)
- Arthur C. Clarke–Frederik Pohl: Végső bizonyítás; ford. J. Magyar Nelly; Metropolis Media, Bp., 2010 (Galaktika fantasztikus könyvek)
- A hícsík birodalma; ford. Kóczián János; Metropolis Media, Bp., 2010 (Galaktika fantasztikus könyvek)